# Озеряны (Херсонская область)
Озеряны (укр. Озеряни) — село в Генической городской общине Генического района Херсонской области Украины.
Население по переписи 2001 года составляло 444 человека. Почтовый индекс — 75542. Телефонный код — 5534. Код КОАТУУ — 6522182501. Ранее называлось Болград.

## История
В 1946 году указом ПВС УССР село Большой Болград переименовано в Озеряны.

## Местный совет
75542, Херсонская обл., Генический р-н, с. Озеряны, ул. Ленина, 61.

## Известные люди
В селе родились:
- Кочетков, Николай Данилович — Герой Социалистического Труда.
- Щербак, Анатолий Николаевич — Герой Советского Союза.